# Festival de Cine Pobre Panalandia
El Festival Nacional de Cine Pobre Panalandia es un festival de cine con sede en Panamá que se realiza desde 2014 y es un espacio de exhibición para realizadores panameños y centroamericanos que además cuenta con un programa de formación, talleres, conversatorios y conciertos al aire libre.   El concepto de cine pobre está inspirado en movimientos como el de teatro pobre de Jerzy Grotowski y el Festival de Cine Pobre de Gibara en Cuba, donde la historia o el mensaje prevalece sobre la tecnología que se utilice o los recursos de los que se disponga.
 

El festival de cine Panalandia admite documentales, ficción, videoclips, experimentales, animaciones y proyectos estudiantiles de Panamá y Centroamérica.

## Ediciones

### 2014
Se inscribieron 24 producciones y asistieron 500 personas. Se realizó entre el Cine Universitario del Campus Central de Universidad de Panamá, el patio trasero de la Alianza Francesa de Panamá y el Parque Urracá.

### 2015
Se presentaron 50 producciones y además de Ciudad de Panamá se realiza también en Chiriquí, en la comunidad Piriatí-Emberá de Bayano, San Miguelito, y Veraguas.
Asistentes: 1,500 personas

### 2016
Se extiende la convocatoria a Centroamérica con la categoría Cine de Centro. Se presentaron 67 producciones de Panamá y 35 de Centroamérica.
Asistentes: 2500 personas

#### Jurado
- Iguandili López
- Marine Muller
- Juan España
- John Roth Alonso
- Martín Contreras

#### Premios[5]
| Categoría                                                      | Producción                          | Ganador(a)                                               |
| -------------------------------------------------------------- | ----------------------------------- | -------------------------------------------------------- |
| Premio del Público Panalandés                                  | Refresh                             | Haslam Ortega                                            |
| La Real de la Leyenda (Mejor guion)                            | Cuando sobran las palabras          | Jhojaddy Ramírez y Manuel Campos                         |
| Rareza (Mejor animación)                                       | Palomas y comida                    | Camille Sloan                                            |
| El Videoclip Más Mostrosiado (Mejor videoclip)                 | Comején                             | Manuel “Moy” Fernández                                   |
| Berraco (Mejor documental)                                     | Barrio de soneros                   | Jorvan D’orcy                                            |
| Premio “René Martínez” (Mejor fotografía)                      | Refresh                             | Archi Vienot                                             |
| Urracá (Mejor dirección)                                       | Refresh                             | Haslam Ortega                                            |
| La Más Ribeteada (Mejor producción)                            | Barrio de Soneros                   | Jorvan D’orcy                                            |
| Desbocao (Mejor dirección de arte)                             | Mi comandante                       | Martin Valero                                            |
| Te Luciste (Mejor actuación)                                   | Cuando sobran las palabras          | Adriana Ábrego                                           |
| Bien Contao (Mejor edición)                                    | Skate, amor y odio                  | Manuel Campos                                            |
| El Plenón (Mejor diseño sonoro)                                | Cuando sobran las palabras          | Dibo Royé                                                |
| Cine de Centro (Mejor película centroaméricana)                | La cuenta eterna                    | Andrea Morales Calderón                                  |
| Premio Especial Festival Internacional de Cine de Panamá (IFF) | Aprender a vivir Skate, amor y odio | Victoria Rodríguez y Stephanie Espinoza Jhojaddy Ramírez |
| Premios Especiales del Jurado                                  | Bila Burba Barrio de Soneros        | Duiren Wagua Jorvan D'orcy                               |
| Premios Especial de Distribución Festival Panalandia           | Refresh                             | Haslam Ortega                                            |

### 2017
7 a 11 de febrero.  66 producciones.

### 2018
27 de febrero al 3 de marzo
Se presentaron 79 producciones: 62 panameñas y 17 centroamericanas. 

#### Jurado
- Edgar Soberón Torchia
- Alan González
- Vielka Chu
- Luis Lorenzo

### 2019
13 al 16 de febrero
El Festival rindió homenaje a hombres y mujeres referentes en la historia de Panamá, entre ellos: Diana Morán, Clara González, Andrés Galván, Victoriano Lorenzo, Pedro Prestán, Rodolfo Aguilar Delgado, Lucy Jaén, entre otros.
Se presentaron 85 producciones: 61 panameñas y 24 centroamericanas.

### 2020
5 al 8 de febrero

## Mercadito audiovisual
Desde 2017 se lleva a cabo dentro de Panalandia esta iniciativa donde realizadores presentan sus proyectos ante miembros de la industria audiovisual con el fin de obtener aliados, recursos, contactos y/o retroalimentación para llevarlos a cabo.  

## Sedes
- Fundación Omar Torrijos
- En 2019 se realizaron proyecciones simultáneas en las provincias Colón, Penonomé y Chiriquí.[11]
- En 2020 la sede fue el Museo Arias Madrid en Penonomé, Coclé